# 永尼·尼尔松
埃林·馬丁·永尼·尼尔松（瑞典語：Erling Martin Jonny Nilsson，1943年2月9日—2022年6月22日），瑞典男子速度滑冰运动员。他曾代表瑞典获得1964年冬季奥林匹克运动会速度滑冰比赛男子10000米金牌。他也参加了1968年冬季奥运会。2022年6月22日，尼爾松逝世。